# Psaliodes coacta
Psaliodes coacta är en fjärilsart som beskrevs av Paul Dognin 1911. Psaliodes coacta ingår i släktet Psaliodes och familjen mätare. Inga underarter finns listade i Catalogue of Life.